# Dompierre-les-Églises
Dompierre-les-Églises is een gemeente in het Franse departement Haute-Vienne (regio Nouvelle-Aquitaine) en telt 371 inwoners (1999). De plaats maakt deel uit van het arrondissement Bellac.

## Geografie
De oppervlakte van Dompierre-les-Églises bedraagt 29,7 km², de bevolkingsdichtheid is 12,5 inwoners per km².
De onderstaande kaart toont de ligging van Dompierre-les-Églises met de belangrijkste infrastructuur en aangrenzende gemeenten.

## Demografie
Onderstaande figuur toont het verloop van het inwonertal (bron: INSEE-tellingen).